# Stig Strömbäck
Stig August Strömbäck, född 31 mars 1921 i Nederkalix församling i Norrbottens län, död 9 mars 1992 i Danderyds församling i Stockholms län, var en svensk militär.

## Biografi
Strömbäck tog som femtonåring värvning i Skeppsgossekåren och ingick därmed i den sista kullen innan kåren lades ned. Han tecknade sig därvid på ett nioårigt kontrakt till flottan och erhöll bland annat utbildning i sjömanskap och humaniora till realskolenivå. År 1939 blev han menig i flottan och påbörjade utbildning till radiotelegrafist, där han erhöll ett A-certifikat. Som telegrafist på jagaren Romulus deltog han 1940 i den expedition till Italien som under brinnande krig förde hem fyra inköpta jagare till Sverige. Femtio år senare var han huvudförfattare till boken Jagarköp under krig, där han ger en livfull skildring av händelserna. 
Strömbäck blev flaggkorpral 1941 och underofficer 1944, varpå följde studier parallellt vid Försvarets läroverk i Uppsala och Sjökrigsskolan. Han avlade studentexamen vid Försvarets läroverk 1947 och sjöofficersexamen vid Sjökrigsskolan 1948, varpå han utnämndes till fänrik i flottan 1948 och befordrades till löjtnant där 1950. Han gick vapenkurs vid Berga örlogsskolor, Allmänna kursen vid Sjökrigshögskolan och Stabskursen vid Sjökrigshögskolan 1955–1957 samt gjorde sjötjänst på jagare och torpedbåtar. Han var stabsofficer hos chefen för Marinkommando Väst 1958–1959, tjänstgjorde vid Försvarsstaben från 1959, befordrades till kapten 1960 och gick stabskursen vid École supérieure de guerre navale i Frankrike 1963–1965. Efter hemkomsten till Sverige var han en tid fartygschef på jagaren Södermanland.
Strömbäck befordrades till kommendörkapten av andra graden 1965, tjänstgjorde i Operationsledningen i Försvarsstaben 1965–1967, befordrades till kommendörkapten av första graden 1967, var lärare i strategi vid Militärhögskolan 1967–1971 samt marin- och flygattaché vid ambassaden i Paris 1971–1975. Strömbäck befordrades till kommendör 1975, förberedde som stabschef 1977 års högkvartersövning och var militär rådgivare i nedrustningsfrågor i Försvarsstaben 1978–1981.
Strömbäck invaldes som ledamot av Kungliga Örlogsmannasällskapet 1965 och som ledamot av Kungliga Krigsvetenskapsakademien 1976. Han var redaktör för Kungl. Krigsvetenskapsakademiens handlingar och tidskrift från 1981 till sin död och bidrog med sina internationella erfarenheter och stora kontaktnät till att höja kvaliteten såväl som till att utöka läsekretsen och förbättra ekonomin.
Om Strömbäck berättas i en nekrolog: ”Han var en flitig debattör i tal och skrift och hade ett brett register. Vid sidan av yrket var han särskilt road av kultur, historia och religionsfrågor. Inom säkerhetspolitiken blev han med åren något av en expert och ofta anlitad internationellt som föredragshållare.” Nekrologen fortsätter: ”Han var språkligt väl förberedd efter målmedvetna studier utomlands i tyska, engelska och franska. När han så på 80-talet inbjöds att föreläsa i Sydamerika gick han först språkkurser i Spanien och höll sedan sina föredrag på spanska. Sådant var typiskt för Stig Strömbäck, skeppsgossen som blev kommendör.”
Stig Strömbäck var son till gästgivaren Nils Johan Strömbäck och Matilda, född Strömbäck. Han gifte sig 1950 med Inga Brit Magnusson (1924–2020). Makarna är gravsatta på Galärvarvskyrkogården i Stockholm.

### Utmärkelser
- Riddare av första klass av Svärdsorden, 1966.[14]
- Franska Nationalförtjänstorden.[källa behövs]